# Wanda Wolańska
Wanda Wolańska, po mężu Słobodzian (ur. 7 października 1929 w Krakowie, zm. 12 marca 2017) – polska lekkoatletka, medalistka mistrzostw Polski.

## Kariera sportowa
Była zawodniczką Wisły Kraków. Trzykrotnie zdobyła medal mistrzostw Polski seniorek: srebrny w 1946 w sztafecie 4 x 100 metrów i brązowe w sztafecie 4 x 100 metrów i 4 x 200 metrów w 1948.
Jej rekord życiowy na 100 metrów wynosił 13,6 (19.09.1948), na 200 metrów - 28,2 (07.09.1946).